# Urle (gmina)
Urle – dawna gmina wiejska istniejąca w latach 1930–1940 w woj. warszawskim. Siedzibą gminy były Urle.

## Historia
Gminę Urle utworzono  1 lipca 1930 w powiecie radzymińskim w woj. warszawskim z części obszaru gmin:
- Jadów (wsie Urle, Borzymy, Pogorzelec i Kaliska oraz majątki Julin, Malwinów, Pogorzelec, Pogorzelec A, Nowy Pogorzelec, Podbrzezie A, Kępa, Gromek i Letnisko Urle),
- Zabrodzie (wsie Iły i Adampol).

Na terenie gminy Urle znajdowała się duża enklawa powiatu węgrowskiego (część gminy Łochów), należącego wówczas do woj. lubelskiego.
20 października 1933 gminę Urle podzielono na 6 gromad (podano skład gromad):
- Adampol – Adampol,
- Borzymy – Borzymy,
- Iły – Iły,
- Kaliska – Kaliska (w.), Gromek (f.) i Julin (f.),
- Pogorzelec Zagłusze – Pogorzelec Zagłusze, Pogorzelec (f.), Pogorzelec A, Malwinów i Podbrzezie,
- Urle – Urle, Kępa i Gniazdowo.

Podczas II wojny światowej, w 1940 roku, okupant zniósł gminę Urle, włączając jej obszar do dwóch gmin, które po zniesieniu powiau radzymińskiego włączono do Landkreis Warschau (powiatu warszawskiego):
- do gminy Jadów – gromady Borzymy i Urle,
- do gminy Kamieńczyk – gromady Adampol, Iły, Kaliska i Pogorzelec.

Po powrocie pod administrację polską gmina pojawia się w rozporządzeniu z 20 stycznia 1947, gdzie niejako miała być odtworzona w formie gminy wiejskiej o miejskich uprawnieniach finansowych. Nie występuje ona jedanka w powojennych wykazach gmin, np. z 1948 i 1952 roku, a jej składowe przypisane są do gmin Kamieńczyk i Jadów (czyli według zmian wprowadzonych podczas okupacji wojennej).